# Вікіпедія мовою новіаль
Вікіпедія мовою новіаль (новіаль Wikipedie) — розділ Вікіпедії штучною мовою новіаль. Створена у 2006 році. Вікіпедія мовою новіаль станом на 26 березня 2025 року містить 1858 статей, 12 774 зареєстрованих користувачів, 30 активних дописувачів, 2 адміністраторів
. Загальна кількість сторінок у Вікіпедії мовою новіаль — 4786, редагувань — 180 002, мультимедійні файли відсутні
. Глибина (рівень розвитку мовного розділу) Вікіпедії мовою новіаль середня і становить 93.4 пунктів
. 

## Історія
- Жовтень 2014 — створена 1 000-на стаття[3].